# Корнелій
Корне́лій (лат. Cornelius, ? — 253, Чивітавекк'я) — єпископ Рима з 6 березня 251 року по 25 червня 253 року.

## Біографія
Був обраний на римський єпископський престол під час перерви в переслідуванні християн при імператорі Деції. Проти нього виступив відомий богослов Новаціан, засновник секти новаціанів, що став антипапою. Сторону Корнелія тримав Кипріян Карфагенський. Завдяки листам Кипріяна Карфагенського до Корнелія ми знаємо, що на той час римська церква мала приблизно 155 осіб духовенства і підтримувала бл. 1500 вдів та сиріт.
При імператорі Требоніані Галлі Корнелій був зісланий у Centuricellae (тепер Чивітавекк'я), де помер 253 року. Пам'ять відзначається разом із святим Кипріяном — 16 вересня.